# Amblyomma
Genre
Synonymes
- Haemalastor C. L. Koch, 1844
- Aponomma Neuman, 1899
- Amerindia Dias, 1963
- Anastosiella Dias, 1963
- Brasiliana Dias, 1963
- Cernyonuna Dias, 1963
- Fifippovania Dias, 1963
- Hoogstraalia Santos Dias, 1963
- Theileriana Dias, 1963
- Walkeriana Dias, 1963
- Macintosheilla Santos Dias, 1969
- Keiransiella Dias, 1993
- Koloninum Dias, 1993

Amblyomma est un genre de tiques de la famille des Ixodidae, les « tiques dures ».
Dans beaucoup de régions du monde les populations de certaines tiques semblent en augmentation, de même que les maladies qu'elles peuvent transmettre.

## Distribution
Ce genre est le troisième plus grand dans la famille des Ixodidae, principalement présente dans les zones chaudes de tous les continents, avec quelques espèces cependant adaptées aux zones froides. Le centre de diversité de ces espèces est situé sur le continent américain, où l'on trouve la moitié de toutes les espèces connues de ce genre. Sur ce continent, les espèces du genre Amblyomma sont présentes bien au-delà des climats arides ou chaud, du 40e parallèle dans l'hémisphère Nord, au 50e parallèle de l'hémisphère sud, et certaines vivent en altitude dans la zone alpine des Andes.

## Description

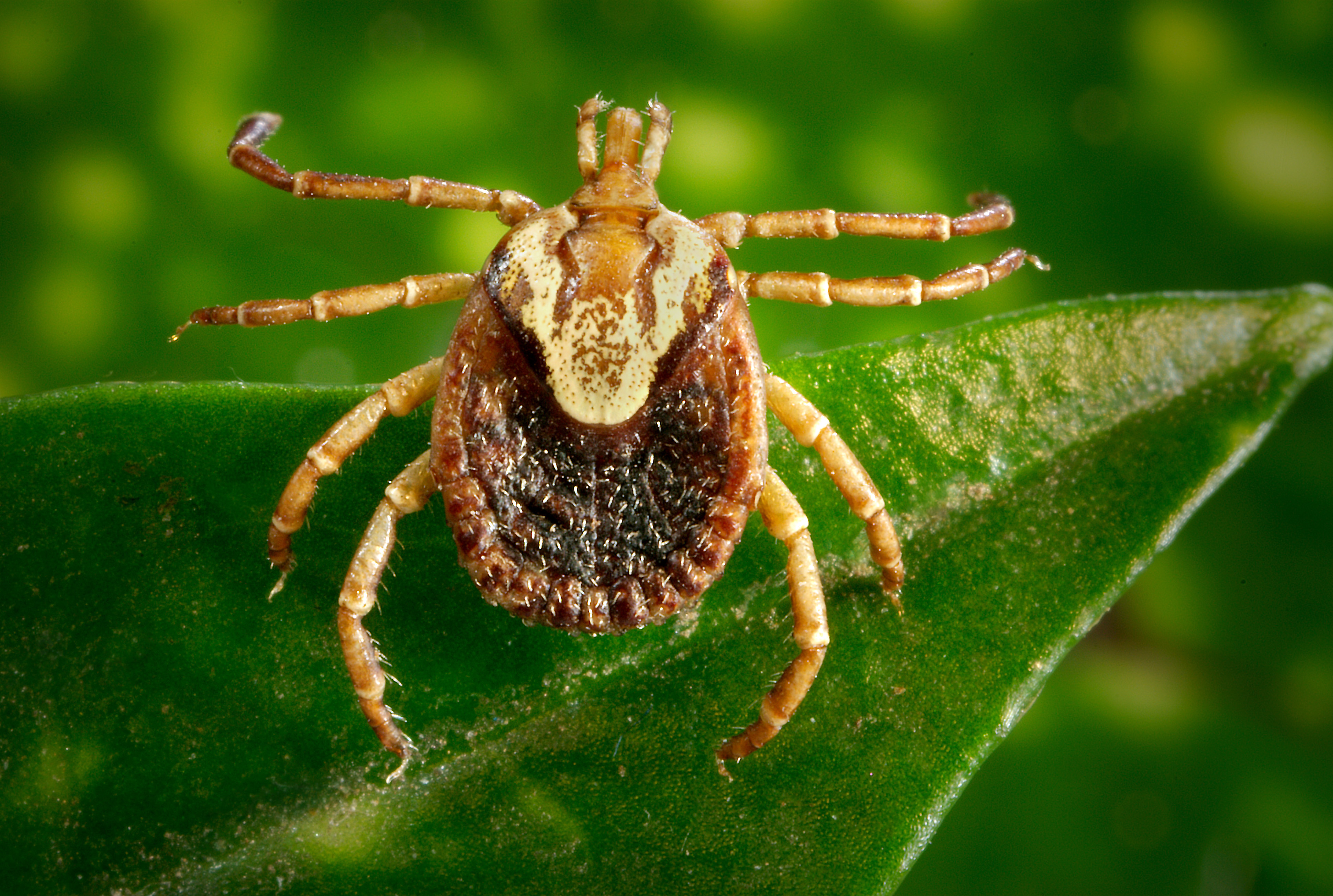
Amblyomma cajennense

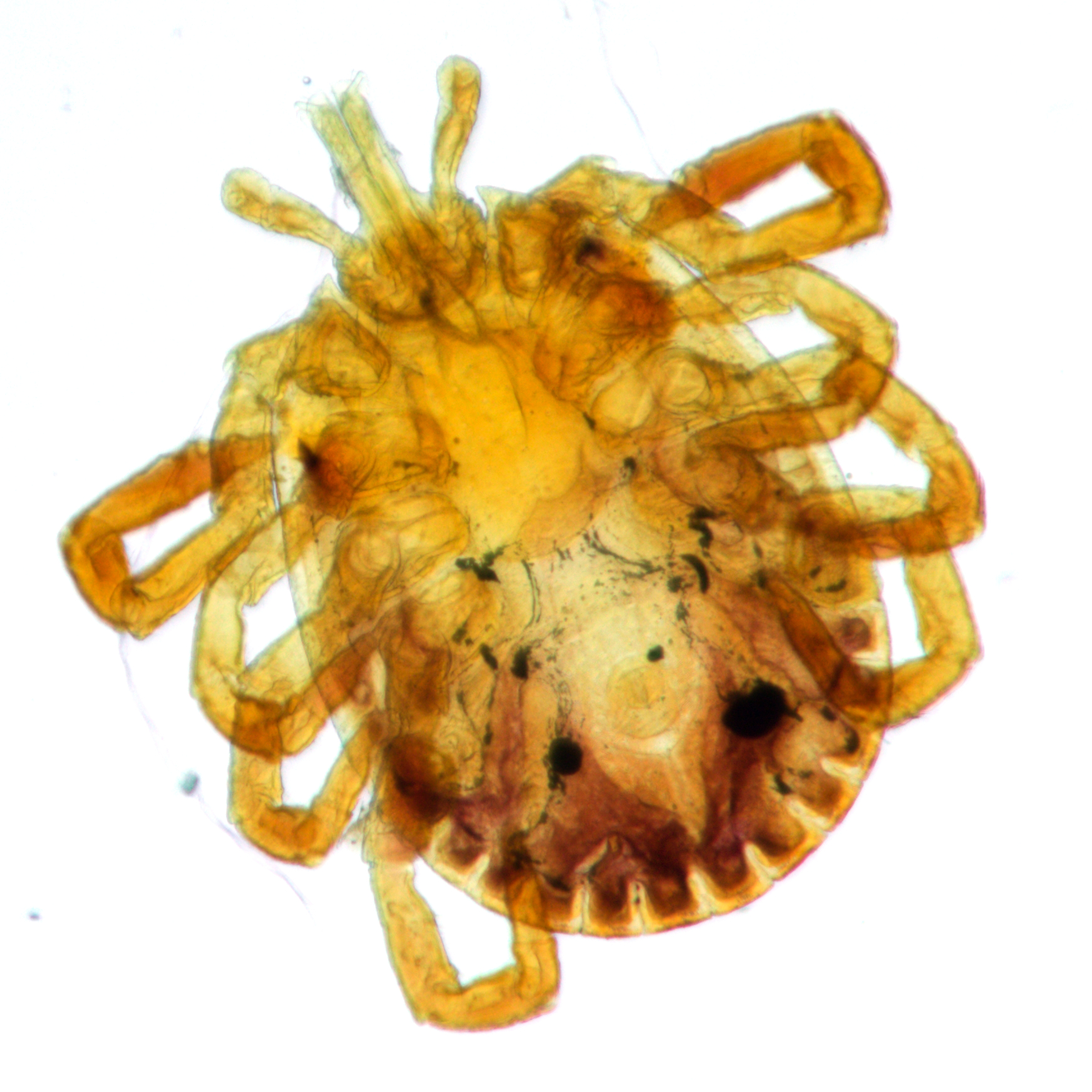
Amblyomma cajennense (en microscopie optique)

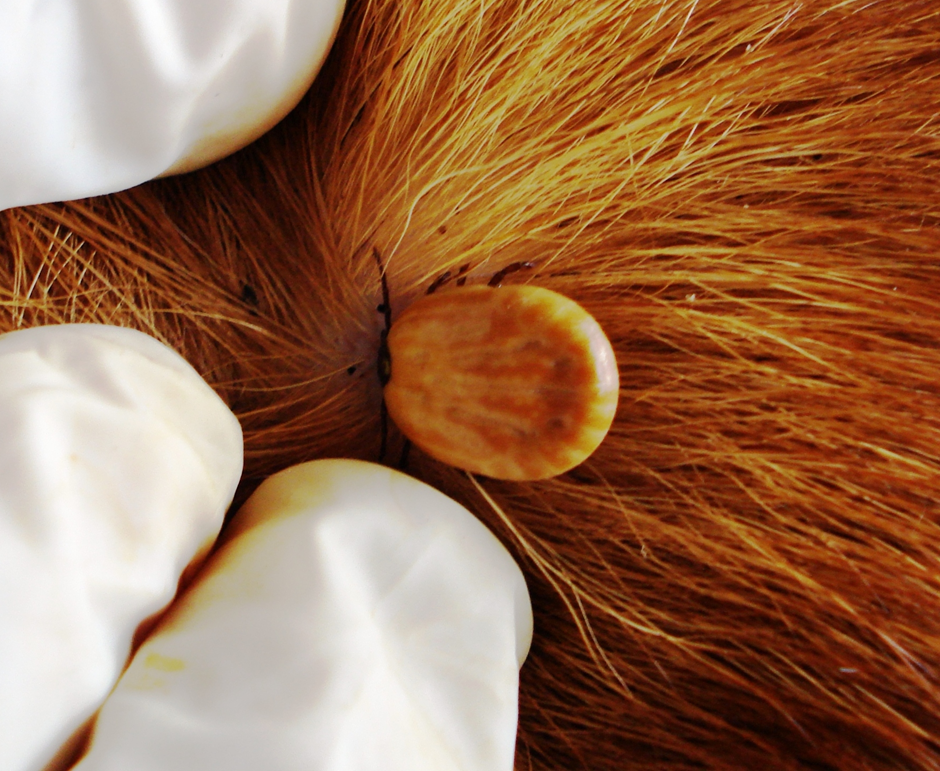
Amblyomma ovale (sur un chien)

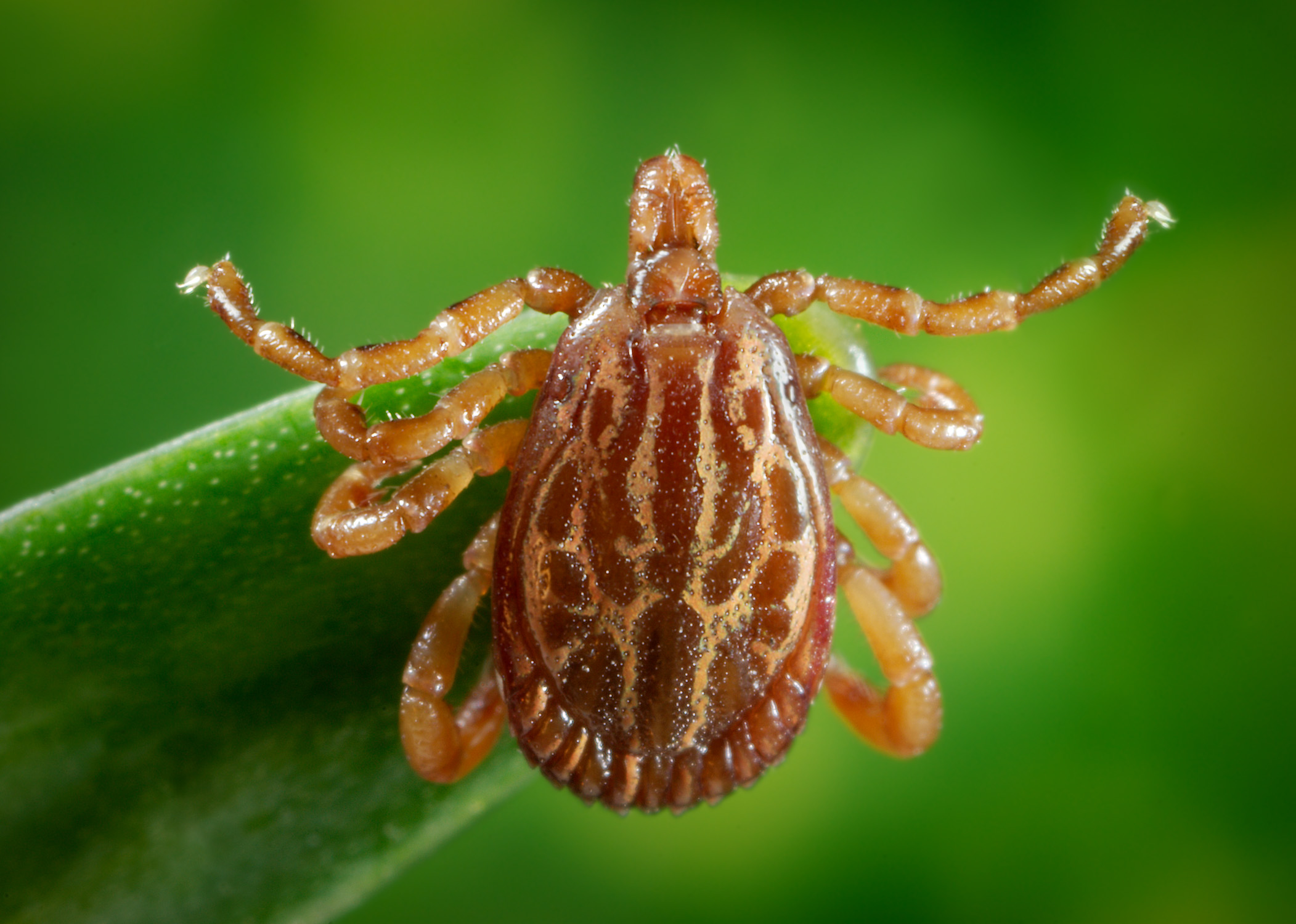
Amblyomma triste

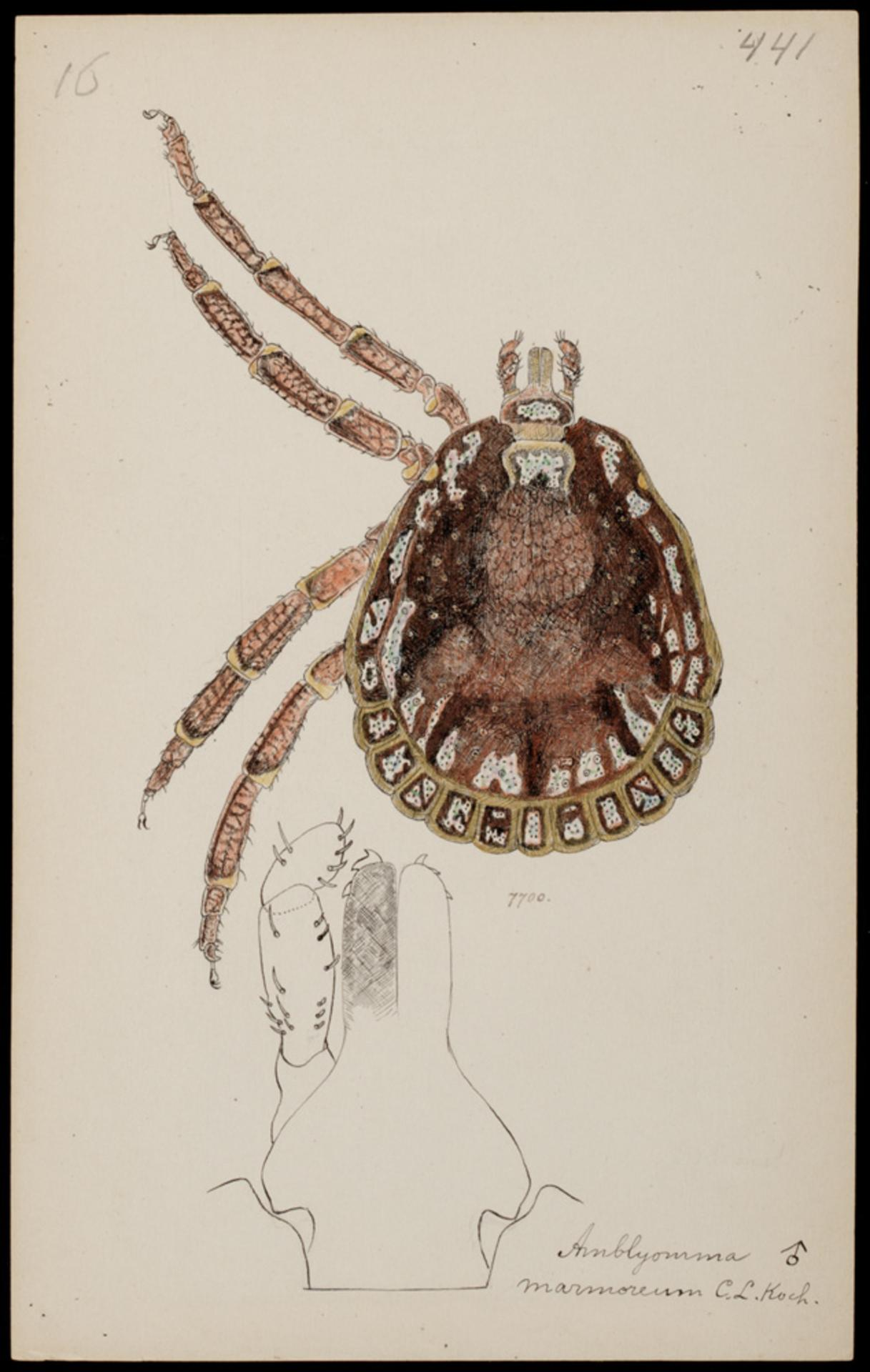
Amblyomma marmoreum, dessin naturaliste

## Pathogénicité
Certaines de ces tiques sont des vecteurs biologiques de maladies graves, dont par exemple 
- la fièvre pourprée des montagnes Rocheuses ;
- la rickettsiose la plus grave et la plus fréquente des États-Unis, présente dans tout le continent américain ;
- l'ehrlichiose (en Amérique du Nord) ;
- l'anaplasmose humaine (en Amérique du Nord)...

Une même tique peut injecter plusieurs pathogènes et plusieurs variants d'un même pathogène. On parle alors de co-infection

## Perception des hôtes et de l'environnement
Toutes les tiques se montrent capables de repérer leurs hôtes, au moyen d'organes des sens spécialisés, dont l'organe de Haller, situé sur le 1er tarse de la tique.
Ainsi Amblyomma variegatum peut détecter de faibles augmentations de taux de CO2 dans l'air, mais aussi d'hydrogène sulfuré (H2S) ou d'aldéhydes (hexanal, nonanal, benzaldéhyde…) émises par l'haleine humaine ou d'autres vertébrés.

## Amblyommafossiles
Une tique fossile du genre Amblyomma, longue de 2,5 millimètres, a été décrite dans de l'ambre de la République dominicaine en 2017 par George Poinar. L'âge de l'ambre dominicain n'est pas clairement établi. Les sédiments qui le contiennent sont datés entre environ 45 et 15 Ma (millions d'années), entre l'Éocène moyen et le Miocène inférieur.
Cette nymphe replète (gonflée) contient dans son hémocœle et son intestin, et présente autour de son corps, des globules rouges, également piégés dans l'ambre ; ils sont caractéristiques d'un mammifère qui devait être son hôte.
Certains de ces globules rouges abritent des protistes parasites apicomplexés d'un diamètre de 1,3 à 4,7 μm (micromètres), à différents stades de développement, appartenant à l'ordre des Piroplasmida et à un nouveau taxon Paleohaimatus calabresi Poinar, 2017. C'est la première description d'un parasite pathogène fossile de type Babesia connu pour son rôle dans la transmission de la babésiose ou piroplasmose. Ces parasites ont apparemment évolué au côté des mammifères et, en particulier, des primates.
La tique présente par ailleurs deux petits trous dans son corps, comme si elle venait d'être arrachée de l'animal dont elle se nourrissait avant de tomber et de s'engluer dans de la sève d'un arbre, Hymenaea protera, sève qui se transformera en ambre en séchant et se fossilisant. Pour George Poinar cette hypothèse serait compatible avec un comportement de toilettage de singes.

## Liste des espèces
Selon Guglielmone et al., 2010 :
- Amblyomma albolimbatum Neumann, 1907
- Amblyomma albopictum Neumann, 1899
- Amblyomma americanum (Linnaeus, 1758)
- Amblyomma antillorum Kohls, 1969
- Amblyomma arcanum Karsch, 1879
- Amblyomma argentinae Neumann, 1905
- Amblyomma astrion Dönitz, 1909
- Amblyomma aureolatum (Pallas, 1772)
- Amblyomma auricularium (Conil, 1878)
- Amblyomma australiense Neumann, 1905
- Amblyomma babirussae Schulze, 1933
- Amblyomma beaurepairei Vogelsang & Santos Dias, 1953
- † Amblyomma birmitum Chitimia-Dobler et al., 2017[8]
- Amblyomma boeroi Nava, Mangold, Mastropaolo, Venzal, Oscherov & Guglielmone, 2009
- Amblyomma boulengeri Hirst & Hirst, 1910
- Amblyomma brasiliense Aragão, 1908
- Amblyomma breviscutatum Neumann, 1899
- Amblyomma cajennense (Fabricius, 1787)
- Amblyomma calabyi Roberts, 1963
- Amblyomma calcaratum Neumann, 1899
- Amblyomma chabaudi Rageau, 1964
- Amblyomma clypeolatum Neumann, 1899
- Amblyomma coelebs Neumann, 1899
- Amblyomma cohaerens Dönitz, 1909
- Amblyomma compressum (Macalister, 1872)
- Amblyomma cordiferum Neumann, 1899
- Amblyomma crassipes (Neumann, 1901)
- Amblyomma crassum Robinson, 1926
- Amblyomma crenatum Neumann, 1899
- Amblyomma cruciferum Neumann, 1901
- Amblyomma darwini Hirst & Hirst, 1910
- Amblyomma dissimile Koch, 1844
- Amblyomma dubitatum Neumann, 1899
- Amblyomma eburneum Gerstäcker, 1873
- Amblyomma echidnae Roberts, 1953
- Amblyomma elaphense (Price, 1959)
- Amblyomma exornatum Koch, 1844
- Amblyomma extraoculatum Neumann, 1899
- Amblyomma falsomarmoreum Tonelli-Rondelli, 1935
- Amblyomma fimbriatum Koch, 1844
- Amblyomma flavomaculatum (Lucas, 1846)
- Amblyomma fulvum Neumann, 1899
- Amblyomma fuscolineatum (Lucas, 1847)
- Amblyomma fuscum Neumann, 1907
- Amblyomma geayi Neumann, 1899
- Amblyomma gemma Dönitz, 1909
- Amblyomma geochelone Durden, Keirans & Smith, 2002
- Amblyomma geoemydae (Cantor, 1847)
- Amblyomma gervaisi (Lucas, 1847)
- Amblyomma glauerti Keirans, King & Sharrad, 1994
- Amblyomma goeldii Neumann, 1899
- Amblyomma hainanense Teng, 1981
- Amblyomma hebraeum Koch, 1844
- Amblyomma helvolum Koch, 1844
- Amblyomma hirtum Neumann, 1906
- Amblyomma humerale Koch, 1844
- Amblyomma imitator Kohls, 1958
- Amblyomma incisum Neumann, 1906
- Amblyomma inopinatum (Santos Dias, 1989)
- Amblyomma inornatum (Banks, 1909)
- Amblyomma integrum Karsch, 1879
- Amblyomma javanense (Supino, 1897)
- Amblyomma komodoense (Oudemans, 1928)
- Amblyomma kraneveldi (Anastos, 1956)
- Amblyomma latepunctatum Tonelli-Rondelli, 1939
- Amblyomma latum Koch, 1844
- Amblyomma lepidum Dönitz, 1909
- Amblyomma limbatum Neumann, 1899
- Amblyomma loculosum Neumann, 1907
- Amblyomma longirostre (Koch, 1844)
- Amblyomma macfarlandi Keirans, Hoogstraal & Clifford, 1973
- Amblyomma macropi Roberts, 1953
- Amblyomma maculatum Koch, 1844
- Amblyomma marmoreum Koch, 1844
- Amblyomma moreliae (Koch, 1867)
- Amblyomma moyi Roberts, 1953
- Amblyomma multipunctum Neumann, 1899
- Amblyomma naponense (Packard, 1869)
- Amblyomma neumanni Ribaga, 1902
- Amblyomma nitidum Hirst & Hirst, 1910
- Amblyomma nodosum Neumann, 1899
- Amblyomma nuttalli Dönitz, 1909
- Amblyomma oblongoguttatum Koch, 1844
- Amblyomma orlovi (Kolonin, 1992)
- Amblyomma ovale Koch, 1844
- Amblyomma pacae Aragão, 1911
- Amblyomma papuanum Hirst, 1914
- Amblyomma parkeri Fonseca & Aragão, 1952
- Amblyomma parvitarsum Neumann, 1901
- Amblyomma parvum Aragão, 1908
- Amblyomma pattoni (Neumann, 1910)
- Amblyomma paulopunctatum Neumann, 1899
- Amblyomma pecarium Dunn, 1933
- Amblyomma personatum Neumann, 1901
- Amblyomma pictum Neumann, 1906
- Amblyomma pilosum Neumann, 1899
- Amblyomma pomposum Dönitz, 1909
- Amblyomma postoculatum Neumann, 1899
- Amblyomma pseudoconcolor Aragão, 1908
- Amblyomma pseudoparvum Guglielmone, Mangold & Keirans, 1990
- Amblyomma quadricavum (Schulze, 1941)
- Amblyomma rhinocerotis (de Geer, 1778)
- Amblyomma robinsoni Warburton, 1927
- Amblyomma romitii Tonelli-Rondelli, 1939
- Amblyomma rotundatum Koch, 1844
- Amblyomma sabanerae Stoll, 1894
- Amblyomma scalpturatum Neumann, 1906
- Amblyomma scutatum Neumann, 1899
- Amblyomma soembawense (Anastos, 1956)
- Amblyomma sparsum Neumann, 1899
- Amblyomma sphenodonti (Dumbleton, 1943)
- Amblyomma splendidum Giebel, 1877
- Amblyomma squamosum Kohls, 1953
- Amblyomma supinoi Neumann, 1904
- Amblyomma sylvaticum (de Geer, 1778)
- Amblyomma tapirellum Dunn, 1933
- Amblyomma testudinarium Koch, 1844
- Amblyomma tholloni Neumann, 1899
- Amblyomma tigrinum Koch, 1844
- Amblyomma torrei Pérez Vigueras, 1934
- Amblyomma transversale (Lucas, 1845)
- Amblyomma triguttatum Koch, 1844
- Amblyomma trimaculatum (Lucas, 1878)
- Amblyomma triste Koch, 1844
- Amblyomma tuberculatum Marx, 1894
- Amblyomma usingeri Keirans, Hoogstraal & Clifford, 1973
- Amblyomma varanense (Supino, 1897)
- Amblyomma variegatum (Fabricius, 1794)
- Amblyomma varium Koch, 1844
- Amblyomma vikirri Keirans, Bull & Duffield, 1996
- Amblyomma williamsi Banks, 1924

## Publication originale
- C. L. Koch, 1844 : Systematische Übersicht über die Ordnung der Zecken. Archiv Für Naturgeschichte, Berlin, vol. 10, p. 217–239 (texte intégral).